# Антонюк Володимир Георгійович
Володимир Георгійович Антонюк (*16 грудня 1958) — колишній український футболіст.
Багаторічний гравець клубу «Волинь» (Луцьк). Батько футболіста «Мар'янівки» — Сергія Антонюка.

## Досягнення
- Золотий медаліст чемпіонату України 1989 року (Друга ліга СРСР, 6 зона)
- Найкращий гравець сезону 1988—1989.